# Le dernier qui part ferme la maison
Le dernier qui part ferme la maison est un roman de Michèle Fitoussi paru en 2004 aux éditions Grasset.

## Éditions
- Michèle Fitoussi, Le dernier qui part ferme la maison, éditions Grasset, Paris, 2004, 351 p.  (ISBN 9782843046971), (BNF 39168128).